# Zbiorowa mogiła wojenna w Harasiukach
Zbiorowa mogiła wojenna w Harasiukach – zabytkowa mogiła zbiorowa z okresu II wojny światowej, znajdująca się w Harasiukach (powiat niżański). Usytuowana poza miejscowością, kilkadziesiąt metrów na północ od drogi Harasiuki – Gózd Lipiński.
Niewielka mogiła otoczona jest metalowym płotkiem; na jej terenie znajduje się kamienny pomnik z metalowym krzyżem oraz tabliczka z inskrypcją: Obelisk pomordowanych obywateli Polskich przez Niemców w 1944r. Cześć ich pamięci. W mogile pochowano około czterdziestu Polaków, pochodzących z okolicznych wsi, rozstrzelanych przez Niemców 12 czerwca 1944 roku.